# Paolo Banchero
Paolo Napoleon James Banchero (* 12. November 2002 in Seattle, Washington) ist ein US-amerikanisch-italienischer Basketballspieler. Er wurde beim NBA-Draft 2022 an erster Stelle von den Orlando Magic ausgewählt, bei welchen er seither auch unter Vertrag steht. Zuvor spielte er eine Saison an der Duke University.

## Werdegang
Banchero spielte als Jugendlicher Basketball und American Football an der O’Dea High School in Seattle und wurde als einer der besten Spieler seines Jahrgangs in den Vereinigten Staaten eingestuft. Im Bundesstaat Washington wurde er als High-School-Spieler des Jahres 2019 ausgezeichnet. Anfang August 2020 gab er seinen Entschluss bekannt, an die Duke University zu wechseln, Angebote hatte er unter anderem von weiteren namhaften Hochschulen wie der University of Kentucky, der Gonzaga University sowie der University of North Carolina erhalten.
Banchero spielte in seinem einzigen Jahr an der Duke University, der Saison 2021/22, unter Trainergröße Mike Krzyzewski, der 2022 in den Ruhestand ging. Banchero stand in sämtlichen 39 Einsätzen für Duke in der Anfangsaufstellung und erzielte mit 17,2 Punkten sowie 7,8 Rebounds je Begegnung Mannschaftshöchstwerte. Im Juni 2022 wählten die Orlando Magic Banchero beim Draftverfahren der NBA an erster Stelle aus. Er war damit der fünfte Spieler in der Geschichte der Duke University, der die Auswahlliste anführte, in früheren Jahren war das ebenfalls Art Heyman, Elton Brand, Kyrie Irving sowie Zion Williamson gelungen.
Banchero war in der Saison 2022/23 mit 20 Punkten je Begegnung gleich Orlandos bester Korbschütze.

### Nationalmannschaft
Banchero nahm 2019 an Lehrgängen der Junioren-Nationalmannschaft der Vereinigten Staaten teil, 2022 wurde er in das erweiterte Aufgebot der italienischen Nationalmannschaft berufen. Er absolvierte jedoch kein Spiel für Italien. Für die Basketball-Weltmeisterschaft 2023 entschied sich Banchero, künftig nur noch die US-amerikanische Basketballnationalmannschaft zu spielen, womit er für Italien nicht mehr spielberechtigt wäre.

### Persönliches
Bancheros Mutter Rhonda Smith war US-Basketballnationalspielerin, sein Vater Mario Banchero, dessen Urgroßvater sich zu Beginn der 1900er Jahre im US-Bundesstaat Washington niederließ, ist italienischer Herkunft. Im Sommer 2020 nahm Paolo Banchero die italienische Staatsbürgerschaft an.

## Erfolge und Auszeichnungen
- 1× NBA All-Star: 2024
- NBA Rookie of the Year 2023
- All NBA Rookie First Team 2023

## Statistik
| Legende | Legende                                        | Legende | Legende                                                     | Legende | Legende                                          |
| ------- | ---------------------------------------------- | ------- | ----------------------------------------------------------- | ------- | ------------------------------------------------ |
| GP      | Absolvierte Spiele (Games played)              | GS      | Spiele von Beginn an (Games started)                        | MPG     | Absolvierte Minuten pro Spiel (Minutes per game) |
| FG%     | Wurfquote aus dem Feld (Field-goal percentage) | 3P%     | Wurfquote Drei-Punkte-Würfe (3-point field-goal percentage) | FT%     | Freiwurfquote (Free-throw percentage)            |
| RPG     | Rebounds pro Spiel (Rebounds per game)         | APG     | Assists pro Spiel (Assists per game)                        | SPG     | Steals pro Spiel (Steals per game)               |
| BPG     | Blocks pro Spiel (Blocks per game)             | PPG     | Punkte pro Spiel (Points per game)                          | FETT    | Karriere-Bestmarke                               |

### Hauptrunde
| Saison   | Team     | GP  | GS  | MPG  | FG % | 3P % | FT % | RPG | APG | SPG | BPG | PPG  |
| -------- | -------- | --- | --- | ---- | ---- | ---- | ---- | --- | --- | --- | --- | ---- |
| 2022–23  | Orlando  | 72  | 72  | 33.8 | .427 | .298 | .738 | 6.9 | 3.7 | 0.8 | 0.5 | 20.0 |
| 2023–24  | Orlando  | 80  | 80  | 35.0 | .455 | .339 | .725 | 6.9 | 5.4 | 0.9 | 0.6 | 22.6 |
| Gesamt   | Gesamt   | 152 | 152 | 34.4 | .442 | .321 | .731 | 6.9 | 4.6 | 0.9 | 0.6 | 21.3 |
| All-Star | All-Star | 1   | 0   | 18.9 | .333 | .000 | —    | 9.0 | 5.0 | 0.0 | 0.0 | 6.0  |

#### Play-offs
| Saison  | Team    | GP | GS | MPG  | FG % | 3P % | FT % | RPG | APG | SPG | BPG | PPG  |
| ------- | ------- | -- | -- | ---- | ---- | ---- | ---- | --- | --- | --- | --- | ---- |
| 2023–24 | Orlando | 7  | 7  | 37.4 | .456 | .400 | .755 | 8.6 | 4.0 | 1.1 | 0.6 | 27.0 |
| Gesamt  | Gesamt  | 7  | 7  | 37.4 | .456 | .400 | .755 | 8.6 | 4.0 | 1.1 | 0.6 | 27.0 |